# Finale de la Coupe d'Europe des vainqueurs de coupe 1991-1992
La finale de la Coupe d'Europe des vainqueurs de coupe de football 1991-1992 est la 22e finale de la Coupe d'Europe des vainqueurs de coupe, organisée par l'UEFA. Ce match de football a lieu le 6 mai 1992 à l'Estádio da Luz de Lisbonne, au Portugal. 
Elle oppose l'équipe allemande du Werder Brême aux Français de l'AS Monaco. Le match se termine par une victoire des Brêmois sur le score de 2 buts à 0, ce qui constitue leur premier sacre dans la compétition et leur premier titre européen. Le Werder est le premier club allemand à remporter la compétition depuis l'édition 1977.
La finale est endeuillée par la Catastrophe de Furiani qui a eu lieu la veille, le 5 mai. Les joueurs français n'arrivent pas à trouver la motivation au regard de ce drame encore trop présent dans les esprits.
Vainqueur de la finale, le Werder Brême est à ce titre qualifié pour la Supercoupe d'Europe 1992 contre le FC Barcelone, vainqueur de la finale de la Coupe des clubs champions européens.

## Parcours des finalistes
Note : dans les résultats ci-dessous, le score du finaliste est toujours donné en premier (D : domicile ; E : extérieur).
| Werder Brême   | Werder Brême | Werder Brême | Werder Brême |                     | AS Monaco           | AS Monaco | AS Monaco | AS Monaco |
| -------------- | ------------ | ------------ | ------------ | ------------------- | ------------------- | --------- | --------- | --------- |
| Adversaire     | Total        | Aller        | Retour       |                     | Adversaire          | Total     | Aller     | Retour    |
| FC Bacău       | 11 - 0       | 6 - 0 (E)    | 5 - 0 (D)    | Seizièmes de finale | Swansea City        | 10 - 1    | 2 - 1 (E) | 8 - 0 (D) |
| Ferencváros TC | 4 - 2        | 3 - 2 (D)    | 1 - 0 (E)    | Huitièmes de finale | IFK Norrköping      | 3 - 1     | 2 - 1 (E) | 1 - 0 (D) |
| Galatasaray    | 2 - 1        | 2 - 1 (D)    | 0 - 0 (E)    | Quarts de finale    | AS Rome             | 1 - 0     | 0 - 0 (E) | 1 - 0 (D) |
| FC Bruges      | 2 - 1        | 0 - 1 (E)    | 2 - 0 (D)    | Demi-finales        | Feyenoord Rotterdam | 3E - 3    | 1 - 1 (D) | 2 - 2 (E) |

## Feuille de match
| ·             |                      |     |
| Titulaires :  |                      |     |
|               |                      |     |
| 1             | Jürgen Rollmann (en) |     |
| 4             | Rune Bratseth        |     |
| 3             | Thomas Wolter        | 80e |
| 6             | Ulrich Borowka       |     |
| 2             | Manfred Bockenfeld   |     |
| 5             | Marco Bode           |     |
| 7             | Dieter Eilts         |     |
| 8             | Miroslav Votava      |     |
| 9             | Frank Neubarth       | 75e |
| 10            | Wynton Rufer         |     |
| 11            | Klaus Allofs         |     |
|               |                      |     |
| Remplaçants : |                      |     |
| 12            | Florian Klugmann     |     |
| 15            | Thomas Schaaf        | 80e |
| 14            | Thorsten Legat (en)  |     |
| 13            | Stefan Kohn (en)     | 75e |
| 16            | Marinus Bester (en)  |     |
|               |                      |     |
| Entraîneur :  |                      |     |
| Otto Rehhagel |                      |     |

| ·             |                  |     |
| Titulaires :  |                  |     |
|               |                  |     |
| 1             | Jean-Luc Ettori  |     |
| 5             | Roger Mendy      |     |
| 3             | Luc Sonor        |     |
| 4             | Emmanuel Petit   | 63e |
| 2             | Patrick Valéry   |     |
| 7             | Jérôme Gnako     |     |
| 6             | Marcel Dib       |     |
| 8             | Rui Barros       |     |
| 10            | Gérald Passi     |     |
| 11            | Youssouf Fofana  | 60e |
| 9             | George Weah      |     |
|               |                  |     |
| Remplaçants : |                  |     |
| 16            | Angelo Hugues    |     |
| 12            | Patrick Blondeau |     |
| 15            | Lilian Thuram    |     |
| 13            | Benjamin Clément | 60e |
| 14            | Youri Djorkaeff  | 63e |
|               |                  |     |
| Entraîneur :  |                  |     |
| Arsène Wenger |                  |     |

| ·             |                      |     |
| Titulaires :  |                      |     |
|               |                      |     |
| 1             | Jürgen Rollmann (en) |     |
| 4             | Rune Bratseth        |     |
| 3             | Thomas Wolter        | 80e |
| 6             | Ulrich Borowka       |     |
| 2             | Manfred Bockenfeld   |     |
| 5             | Marco Bode           |     |
| 7             | Dieter Eilts         |     |
| 8             | Miroslav Votava      |     |
| 9             | Frank Neubarth       | 75e |
| 10            | Wynton Rufer         |     |
| 11            | Klaus Allofs         |     |
|               |                      |     |
| Remplaçants : |                      |     |
| 12            | Florian Klugmann     |     |
| 15            | Thomas Schaaf        | 80e |
| 14            | Thorsten Legat (en)  |     |
| 13            | Stefan Kohn (en)     | 75e |
| 16            | Marinus Bester (en)  |     |
|               |                      |     |
| Entraîneur :  |                      |     |
| Otto Rehhagel |                      |     |

| ·             |                  |     |
| Titulaires :  |                  |     |
|               |                  |     |
| 1             | Jean-Luc Ettori  |     |
| 5             | Roger Mendy      |     |
| 3             | Luc Sonor        |     |
| 4             | Emmanuel Petit   | 63e |
| 2             | Patrick Valéry   |     |
| 7             | Jérôme Gnako     |     |
| 6             | Marcel Dib       |     |
| 8             | Rui Barros       |     |
| 10            | Gérald Passi     |     |
| 11            | Youssouf Fofana  | 60e |
| 9             | George Weah      |     |
|               |                  |     |
| Remplaçants : |                  |     |
| 16            | Angelo Hugues    |     |
| 12            | Patrick Blondeau |     |
| 15            | Lilian Thuram    |     |
| 13            | Benjamin Clément | 60e |
| 14            | Youri Djorkaeff  | 63e |
|               |                  |     |
| Entraîneur :  |                  |     |
| Arsène Wenger |                  |     |